# Lista över insjöar i Sverige med namn som slutar på -lammi
-lammi  utgör slutled i åtminstone följande insjöanamn i Sverige:
- Ahvenlammi, sjö i Haparanda kommun och Norrbotten 65°56′41″N 23°42′54″Ö / 65.94474°N 23.71496°Ö
- Hamaralammi, sjö i Övertorneå kommun och Norrbotten 66°07′43″N 23°19′10″Ö / 66.12849°N 23.31952°Ö
- Kaakkurilammi (Hietaniemi socken, Norrbotten), sjö i Övertorneå kommun och Norrbotten 66°11′31″N 23°26′26″Ö / 66.19190°N 23.44069°Ö
- Kaakkurilammi (Nedertorneå socken, Norrbotten, 733446-187152), sjö i Haparanda kommun och Norrbotten 65°53′34″N 23°58′17″Ö / 65.89268°N 23.97147°Ö
- Kaakkurilammi (Nedertorneå socken, Norrbotten, 734337-187141), sjö i Haparanda kommun och Norrbotten 65°58′19″N 23°59′40″Ö / 65.97190°N 23.99449°Ö
- Kaakkurilammi (Pajala socken, Norrbotten), sjö i Pajala kommun och Norrbotten 67°56′56″N 23°34′41″Ö / 67.94900°N 23.57805°Ö
- Kaakkurilammi (Överkalix socken, Norrbotten), sjö i Överkalix kommun och Norrbotten 66°12′11″N 23°07′51″Ö / 66.20297°N 23.13077°Ö
- Keskinenvaaranlammi, sjö i Haparanda kommun och Norrbotten 65°55′23″N 23°34′51″Ö / 65.92301°N 23.58094°Ö
- Kylkirovanlammi, sjö i Övertorneå kommun och Norrbotten 66°21′55″N 23°18′23″Ö / 66.36536°N 23.30648°Ö
- Lehmävaaranlammi, sjö i Haparanda kommun och Norrbotten 65°59′38″N 23°30′48″Ö / 65.99392°N 23.51337°Ö
- Narbäckslammi, sjö i Haparanda kommun och Norrbotten 65°51′22″N 23°40′11″Ö / 65.85600°N 23.66986°Ö
- Palovaaranlammi, sjö i Övertorneå kommun och Norrbotten 66°11′58″N 23°18′49″Ö / 66.19958°N 23.31373°Ö
- Paskalammi (Nedertorneå socken, Norrbotten, 732265-186647), sjö i Haparanda kommun och Norrbotten 65°47′37″N 23°49′44″Ö / 65.79364°N 23.82882°Ö
- Paskalammi (Nedertorneå socken, Norrbotten, 733670-186073), sjö i Haparanda kommun och Norrbotten 65°55′30″N 23°44′36″Ö / 65.92494°N 23.74329°Ö
- Perävaaranlammi, sjö i Övertorneå kommun och Norrbotten 66°17′36″N 23°17′48″Ö / 66.29331°N 23.29678°Ö
- Riekonlammi, sjö i Haparanda kommun och Norrbotten 65°47′38″N 23°49′13″Ö / 65.79391°N 23.82032°Ö
- Riitalammi, sjö i Haparanda kommun och Norrbotten 65°56′38″N 23°36′11″Ö / 65.94381°N 23.60300°Ö
- Ruonalammi, sjö i Överkalix kommun och Norrbotten 66°11′26″N 23°14′03″Ö / 66.19054°N 23.23404°Ö
- Ruutilammi, sjö i Haparanda kommun och Norrbotten 65°54′46″N 24°01′37″Ö / 65.91264°N 24.02693°Ö
- Ruuttilammi (Hietaniemi socken, Norrbotten), sjö i Övertorneå kommun och Norrbotten 66°19′06″N 23°16′46″Ö / 66.31841°N 23.27939°Ö
- Ruuttilammi (Nedertorneå socken, Norrbotten, 732680-186645), sjö i Haparanda kommun och Norrbotten 65°49′50″N 23°50′24″Ö / 65.83052°N 23.83994°Ö
- Ruuttilammi (Nedertorneå socken, Norrbotten, 733882-186269), sjö i Haparanda kommun och Norrbotten 65°56′30″N 23°47′31″Ö / 65.94155°N 23.79182°Ö
- Simmunalammi, sjö i Haparanda kommun och Norrbotten 65°54′18″N 23°43′14″Ö / 65.90510°N 23.72055°Ö
- Sulkalammi, sjö i Haparanda kommun och Norrbotten 65°55′56″N 23°43′12″Ö / 65.93219°N 23.72013°Ö
- Tervalammi, sjö i Haparanda kommun och Norrbotten 65°51′03″N 23°56′03″Ö / 65.85080°N 23.93405°Ö
- Vekkojalammi, sjö i Överkalix kommun och Norrbotten 66°10′58″N 23°13′57″Ö / 66.18268°N 23.23239°Ö